# Les Thilliers-en-Vexin
Les Thilliers-en-Vexin sont une commune française située dans le département de l'Eure, en région Normandie.

## Géographie
La commune des Thilliers-en-Vexin  se situe en rive droite de la Seine, sur le plateau du Vexin normand, au nord-est du département de l'Eure. Elle se situe au croisement de l'ancienne route nationale 14 Paris-Rouen avec la route départementale reliant Gisors à Vernon.
Dans un secteur relativement plat, aucun cours d'eau n'est identifié sur ou en bordure de la commune peu étendue.

### Localisation
| Villers-en-Vexin                        | Villers-en-Vexin   | Vesly       |
| Vexin-sur-Epte (comm. dél. de Cantiers) | Thilliers-en-Vexin | Vesly       |
| Vexin-sur-Epte (comm. dél. de Cantiers) | Authevernes        | Authevernes |

### Hydrographie
La commune est située dans le bassin Seine-Normandie. Elle n'est drainée par aucun cours d'eau,.

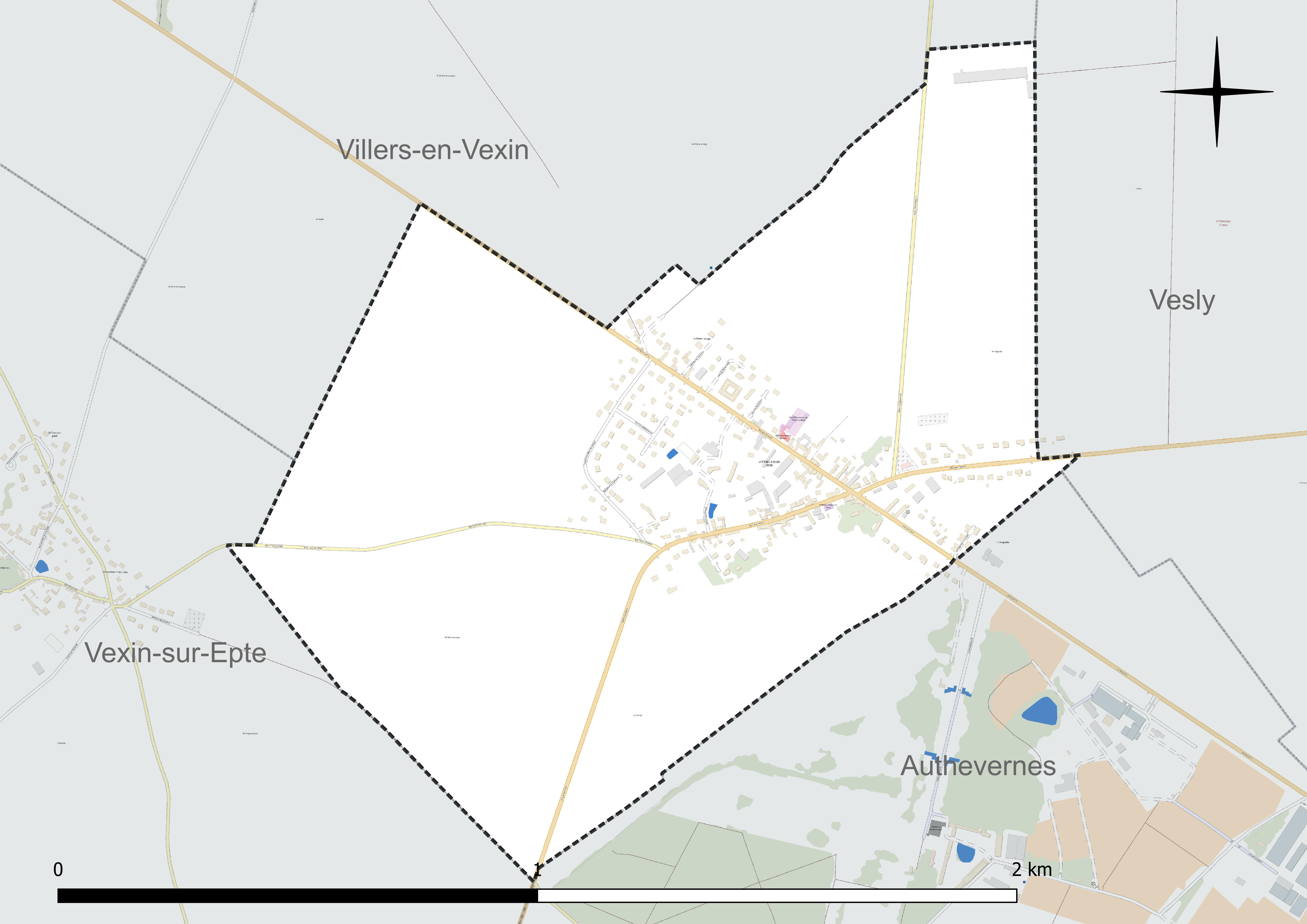
Réseau hydrographique des Thilliers-en-Vexin.

### Climat
Pour des articles plus généraux, voir Climat de la Normandie et Climat de l'Eure.
En 2010, le climat de la commune est de type climat océanique dégradé des plaines du Centre et du Nord, selon une étude du CNRS s'appuyant sur une série de données couvrant la période 1971-2000. En 2020, Météo-France publie une typologie des climats de la France métropolitaine dans laquelle la commune est exposée à un climat océanique et est dans la région climatique  Sud-ouest du bassin Parisien, caractérisée par une faible pluviométrie, notamment au printemps (120 à 150 mm) et un hiver froid (3,5 °C). Parallèlement le GIEC normand, un groupe régional d’experts sur le climat, différencie quant à lui, dans une étude de 2020, trois grands types de climats pour la région Normandie, nuancés à une échelle plus fine par les facteurs géographiques locaux. La commune est, selon ce zonage, exposée à un « climat des plateaux abrités », correspondant aux plaines agricoles de l’Eure, avec une pluviométrie beaucoup plus faible que dans la plaine de Caen en raison du double effet d’abri provoqué par les collines du Bocage normand et par celles qui s’étendent sur un axe du Pays d'Auge au Perche.
Pour la période 1971-2000, la température annuelle moyenne est de 10,6 °C, avec  une amplitude thermique annuelle de 14,5 °C. Le cumul annuel moyen de précipitations est de 726 mm, avec 11,4 jours de précipitations en janvier et 7,9 jours en juillet. Pour la période 1991-2020, la température moyenne annuelle observée sur la station météorologique la plus proche, située sur la commune d'Étrépagny à 8 km à vol d'oiseau, est de 11,3 °C et le cumul annuel moyen de précipitations est de 774,0 mm,. Pour l'avenir, les paramètres climatiques de la commune estimés pour 2050 selon différents scénarios d’émission de gaz à effet de serre sont consultables sur un site dédié publié par Météo-France en novembre 2022.

## Urbanisme

### Typologie
Au 1er janvier 2024, Les Thilliers-en-Vexin sont catégorisés commune rurale à habitat dispersé, selon la nouvelle grille communale de densité à 7 niveaux définie par l'Insee en 2022.
Elle est située hors unité urbaine. Par ailleurs la commune fait partie de l'aire d'attraction de Paris, dont elle est une commune de la couronne,. 

### Occupation des sols
L'occupation des sols de la commune, telle qu'elle ressort de la base de données européenne d’occupation biophysique des sols Corine Land Cover (CLC), est marquée par l'importance des territoires agricoles (80,4 % en 2018), en diminution par rapport à 1990 (82,7 %). La répartition détaillée en 2018 est la suivante : 
terres arables (80,4 %), zones urbanisées (19,6 %). L'évolution de l’occupation des sols de la commune et de ses infrastructures peut être observée sur les différentes représentations cartographiques du territoire : la carte de Cassini (XVIIIe siècle), la carte d'état-major (1820-1866) et les cartes ou photos aériennes de l'IGN pour la période actuelle (1950 à aujourd'hui).

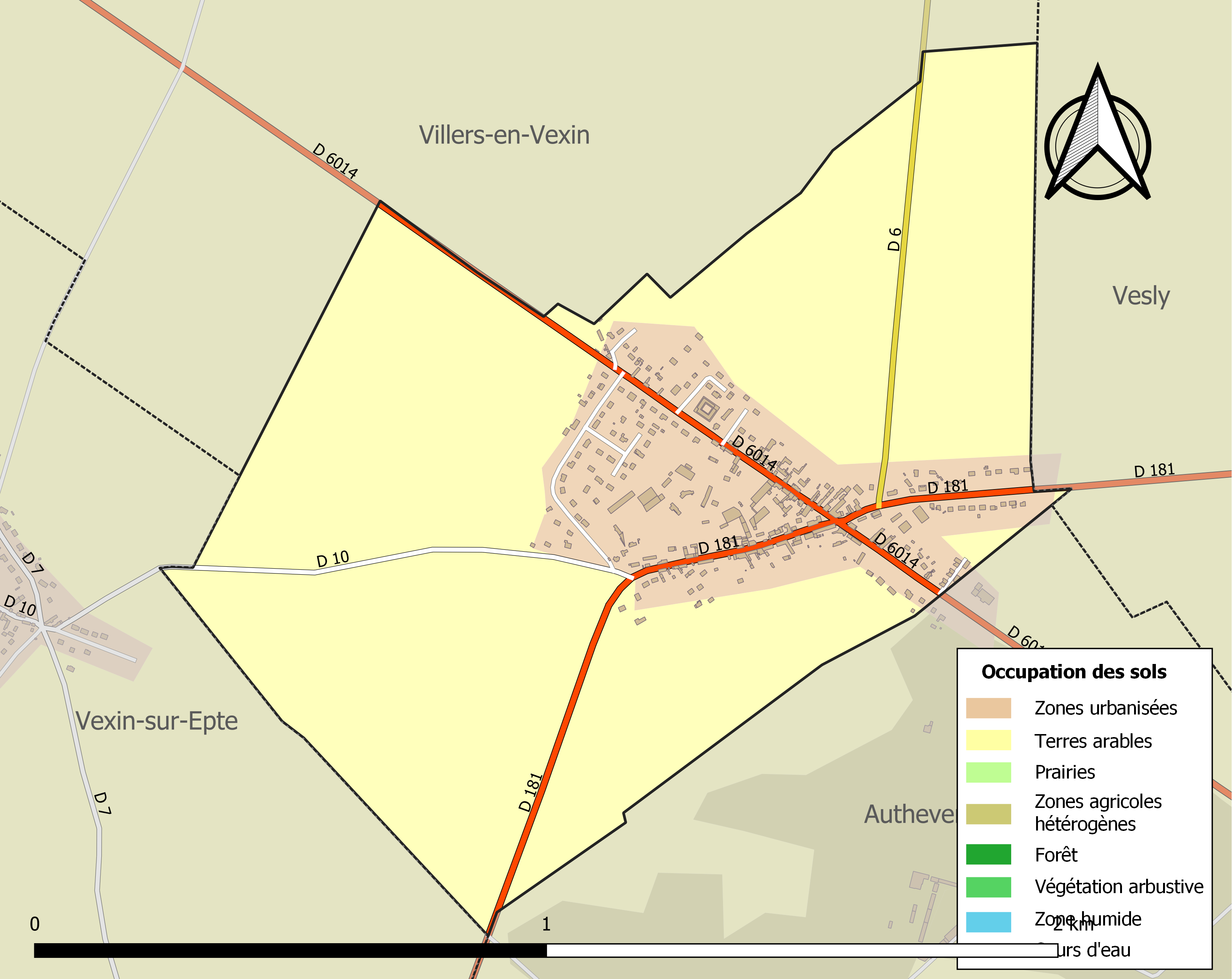
Carte des infrastructures et de l'occupation des sols de la commune en 2018 (CLC).

## Toponymie
Le nom de la localité est attesté sous les formes le Tilleel en 1367 (reg. des chartreux de Paris), Le Tillay en 1722 (Masseville), le Tille en 1754 (Dict. des postes), Les Tilliers en 1792 et 1793,,.
De l'oïl tilluel, thilloel « tilleul », ou bien oïl tileel, teilleel « lieu planté de tilleuls », remplacé par oïl tilier « tilleul ».

## Histoire
Autrefois hameau de Villers-en-Vexin, où il existait une chapelle de Saint-Sauveur fondée en 1676.

## Politique et administration
| Période                                  | Période  | Identité         | Étiquette      | Qualité   |
| ---------------------------------------- | -------- | ---------------- | -------------- | --------- |
| avant 1988                               | ?        | Aline Barilt     |                |           |
| mars 2001                                | 2014     | M. Claude Mignot | Sans étiquette | Retraité  |
| mars 2014                                | 2020     | Françoise Héraux | SE             | Retraitée |
| mars 2014                                | En cours | Paul Gaillard    |                |           |
| Les données manquantes sont à compléter. |          |                  |                |           |

## Démographie
L'évolution du nombre d'habitants est connue à travers les recensements de la population effectués dans la commune depuis 1793. Pour les communes de moins de 10 000 habitants, une enquête de recensement portant sur toute la population est réalisée tous les cinq ans, les populations de référence des années intermédiaires étant quant à elles estimées par interpolation ou extrapolation. Pour la commune, le premier recensement exhaustif entrant dans le cadre du nouveau dispositif a été réalisé en 2005.

En 2022, la commune comptait 493 habitants, en évolution de +0,41 % par rapport à 2016 (Eure : −0,25 %, France hors Mayotte : +2,11 %).
| 1793 | 1800 | 1806 | 1821 | 1831 | 1836 | 1841 | 1846 | 1851 |
| ---- | ---- | ---- | ---- | ---- | ---- | ---- | ---- | ---- |
| 177  | 222  | 225  | 238  | 241  | 225  | 250  | 236  | 248  |

| 1856 | 1861 | 1866 | 1872 | 1876 | 1881 | 1886 | 1891 | 1896 |
| ---- | ---- | ---- | ---- | ---- | ---- | ---- | ---- | ---- |
| 208  | 217  | 215  | 225  | 214  | 233  | 232  | 222  | 215  |

| 1901 | 1906 | 1911 | 1921 | 1926 | 1931 | 1936 | 1946 | 1954 |
| ---- | ---- | ---- | ---- | ---- | ---- | ---- | ---- | ---- |
| 245  | 256  | 254  | 235  | 242  | 283  | 265  | 266  | 261  |

| 1962 | 1968 | 1975 | 1982 | 1990 | 1999 | 2005 | 2006 | 2010 |
| ---- | ---- | ---- | ---- | ---- | ---- | ---- | ---- | ---- |
| 305  | 328  | 393  | 403  | 403  | 496  | 451  | 460  | 467  |

| 2015 | 2020 | 2022 | - | - | - | - | - | - |
| ---- | ---- | ---- | - | - | - | - | - | - |
| 468  | 497  | 493  | - | - | - | - | - | - |

## Lieux et monuments
- Église Saint-Sauveur[20] : les verrières proviennent des ateliers Charles Simon de Rouen[21]
- Chapelle Saint-Sauveur[22], pour mémoire (détruite)
- Quatre maisons situées le long de la RD 6014[23],[24],[25],[26]

## Personnalités liées à la commune
- Charlemagne Ischir Defontenay, écrivain précurseur du space opera.